# Église orthodoxe en Iran

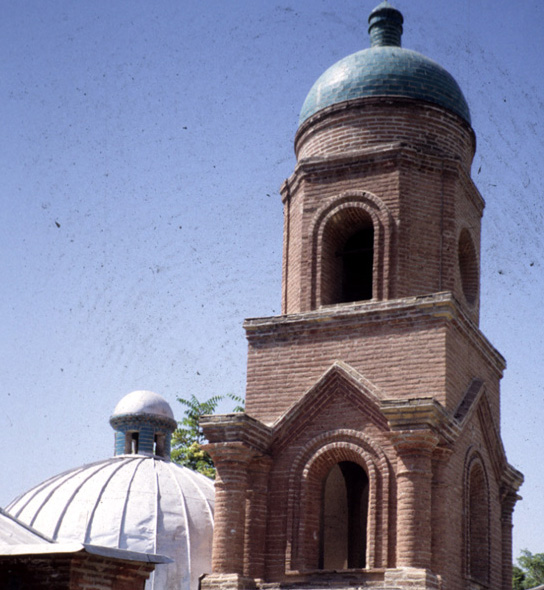
Ancienne église russe à Qazvin

Les orthodoxes en Iran (persan : ایران کلیسای ارتدکس شرقی) forment plusieurs groupes à l'intérieur du christianisme en Iran, lui-même très largement minoritaire (moins de 1 %).  Sont présentes l'Église apostolique orthodoxe de Géorgie, l'Église orthodoxe de Grèce et des paroisses de l'Église orthodoxe russe.

## Répartition
L'orthodoxie en Iran est pratiquée par des minorités nationales au sein des Géorgiens.
Leur nombre aujourd'hui n'est pas connu avec précision. Ils seraient peut-être de quelque 1 500 à 2 000 membres (10 000 avant 1979). Avec la guerre menée en Afghanistan entre 1979 et 1989 par l'URSS, les Chrétiens Orthodoxes furent à tort assimilés aux Russes, et fortement discriminés, ce qui entraina de nombreux départs de ce groupe religieux. Depuis 2011, date du rapprochement des Iraniens et des Russes, à la suite de positions communes en ce qui concerne la guerre civile en Syrie, le regard et la position des Iraniens est plus bienveillant, et les discriminations ont cessé. 
Les Géorgiens d'Iran représenteraient moins de 60 000 personnes[réf. souhaitée], dont 80 % sont orthodoxes, 1,5 % protestants évangéliques et 1 % catholiques. En dehors des chrétiens, 11 % des Géorgiens d'Iran sont musulmans chiites.

## L'Église orthodoxe russe
L'idée d'implanter l'Église orthodoxe russe en Perse revient à Pierre le Grand. Son clergé arrive avec l'ambassade russe auprès du chah Sultan Hussein qui régna de 1694 à 1722. L'ambassade dirigée par le lieutenant-colonel Arthème Volynski (1715-1718) dispose du hiéromoine Hilarion Rogoulevski, futur archevêque de Kazan, puis de Tchernigov. Des prêtres consulaires s'installent ensuite pour la petite communauté russe de diplomates, de militaires et de commerçants. Des communautés se forment autour du consulat d'Ispahan et de Rasht et sont actives jusqu'à la guerre russo-persane de 1804-1813. Dans la seconde moitié du XIXe siècle, la communauté russe de Téhéran augmente rapidement, au fur et à mesure de l'intensification des liens commerciaux entre les deux pays. L'ambassade de Téhéran rémunère un prêtre permanent à partir de 1864. La première église russe est construite à Zargandeh, auprès de la résidence de l'ambassadeur Melnikov dans les environs de Téhéran en 1886. Avant la Première Guerre mondiale, il y avait une cinquantaine de communautés (militaires ou civiles) avec leurs petites églises ou chapelles russes dans le pays.
Aujourd'hui il y a trois églises russes en activité en Iran : la cathédrale Saint-Nicolas de Téhéran, construite en 1945 sur les fonds d'émigrés russes, l'église Saint-Nicolas du port de Bandar-e Anzali, consacrée en 2008, et la petite église de la Trinité du cimetière russe de Téhéran, construite en 1908. C'est la seule église russe d'avant la révolution de 1917 encore en fonction dans le pays, mais les offices y sont rares. Au village des experts expatriés russophones de Bouchehr, pour la centrale nucléaire, une salle sert de chapelle dédiée à la Vierge de Kazan.
La communauté orthodoxe russe de Téhéran ne comprend guère qu'une centaine de fidèles permanents, descendants de quelques émigrés russes, ou bien composée d'expatriés, d'hommes d'affaires ou de diplomates. Des visiteurs de passage la fréquentent aussi, parmi lesquels des Ukrainiens, des Biélorusses, des Serbes, des Bulgares, des Géorgiens ou des Grecs. Quelques épouses chrétiennes orthodoxes d'Iraniens assistent aussi aux offices, bien qu'en tant qu'épouses de musulmans, elles soient considérées comme sujettes à la loi musulmane.
C'est en 1995 qu'a commencé le dialogue entre le Patriarcat de Moscou et le clergé chiite, date à laquelle le métropolite de Smolensk et de Kaliningrad s'est rendu en Iran. C'est au cours de cette visite que la paroisse de la cathédrale Saint-Nicolas de Téhéran est passée de la juridiction de l'Église russe hors-frontières à celle du Patriarcat de Moscou.
La paroisse de Téhéran possède une maison de retraite où vivaient en 2009 vingt-cinq pensionnaires chrétiens. Il était interdit de 1979 (date de la révolution islamique) jusqu'à une date récente d'y célébrer les offices liturgiques. 